# Marrakech-Safi
Marrakech-Safi (in arabo: مراكش آسفي, in berbero: ⵎⵕⵕⴰⴽⵛ ⴰⵙⴼⵉ) è una delle 12 regioni del Marocco in vigore dal 2015.
La regione comprende le prefetture e province di:
- prefettura di Marrakech
- provincia di Al Haouz
- provincia di Chichaoua
- provincia di El Kelâat Es-Sraghna
- provincia di Essaouira
- provincia di Rehamna
- provincia di Safi
- provincia di Youssoufia